# 戈羅德欽
50°37′30″N 29°12′7″E / 50.62500°N 29.20194°E
戈羅德欽（烏克蘭語：Городчин）是烏克蘭北部的村莊，隸屬日托米爾州的日托米爾區。該村面積0.44平方公里，海拔高度174米，2001年人口31，人口密度每平方公里70.94人。